# جون كروس جونيور
جون كروس جونيور (بالإنجليزية: John Cross, Jr.)‏ هو عسكري أمريكي، ولد في 27 يناير 1925، وتوفي في 15 نوفمبر 2007.